# Straßenradsport-Weltmeisterschaften 1963
Die Straßenradsport-Weltmeisterschaften 1963 fanden am 10. und 11. August im belgischen Ronse statt.

## Renngeschehen

### Rennen der Berufsfahrer
Im Vorfeld hatten die Veranstalter mit 200.000 bis 300.000 Zuschauern gerechnet, es kamen allerdings nur 75.000, was auf die kühle und nasse Witterung zurückgeführt wurde. Auf dem 16,4 Kilometer langen Rundkurs mit 1500 Metern Kopfsteinpflaster mussten 17 Runden gefahren werden, sodass die Profis 278,8 Kilometer absolvierten. Obwohl mit Benoni Beheyt ein Belgier Weltmeister der Profis geworden war, gab es Pfiffe vom heimischen Publikum: Ob sie es ihrem Landsmann verübelten verhindert zu haben, dass Rik Van Looy zum dritten Mal Weltmeister wurde und somit mit Rik Van Steenbergen gleichzuziehen, oder ob sie eine Unsportlichkeit von Van Looy auspfiffen, darüber gehen die Ansichten der Chronisten allerdings auseinander. Die belgischen Rennfahrer waren vor dem Rennen auf die Unterstützung von Van Looy eingeschworen worden, doch hatten Beheyt wie auch Gilbert Desmet eigene Ambitionen angemeldet. Desmet sowie Beheyt („Wiel's-Groene Leeuw“) und Van Looy („G.B.C.-Libertas“)  fuhren damals in konkurrierenden Profi-Teams. Im Spurt vor dem Ziel fuhr Van Looy Wellen, um Beheyt zu behindern, dieser revanchierte sich, indem er sich an Van Looys Trikot „abzog“ und als erster die Ziellinie überquerte. Die deutsche Zeitschrift Radsport stellte fest: „Das, was Rik Van Looy sich leistete, war kein Ruhmesblatt [...].“
Anschließend kam es in der belgischen Radsport-Öffentlichkeit zu ähnlich hitzigen Debatten wie nach den Straßenradsport-Weltmeisterschaften 1946, als sich Van Steenbergen von seinem Landsmann Marcel Kint entgegen Absprache abgesetzt hatte. Van Looy soll in der Zeit danach seinen Einfluss genutzt haben, um Beheyt das Leben schwer zu machen. Beheyt beendete seine Radsport-Karriere tatsächlich nach wenigen Jahren 1968.
Von insgesamt 70 Startern kamen 36 ins Ziel. Acht deutsche Fahrer waren im Feld, von denen fünf ins Ziel kamen. Bester deutscher Fahrer wurde  Sigi Renz auf Platz zehn. Ihm folgten Hennes Junkermann (22.), Dieter Puschel (26.), Horst Oldenburg (29.) und Klaus Bugdahl (30.). Rudi Altig war in der siebten Runde mit Nierenschmerzen ausgeschieden, Rolf Wolfshohl gab nach Defekt auf und Klaus Tüller beendete nach einem Sturz das Rennen.

### Rennen der Amateure
Die Einzelentscheidung der Männer war von der Presse als „große sportliche Schlacht“ bezeichnet worden. Am 196,8 Kilometer langem Rennen nahmen 142 Fahrer aus 27 Nationen teil, von denen 52 das Ziel erreichten. Im Massenspurt erwies sich der Italiener Flaviano Vicentini als der Schnellste. Er erreichte eine Durchschnittsgeschwindigkeit von 38,06 km/h. Bester Deutscher war Winfried Bölke auf dem dritten Rang, nachdem er im Jahr zuvor schon Vierter geworden war.
Die Frauen hatten 66,4 Kilometer zurückzulegen. Mit 32,3 km/h wurde die Belgierin Yvonne Reynders, ebenfalls mit einem Spurt aus dem Hauptfeld, neue Weltmeisterin. Die bundesdeutsche Fachzeitschrift Radsport berichtete nicht über die Frauen-WM, in den DDR-Sportzeitung Deutsches Sportecho wurden dagegen die Ergebnisse der ersten Zehn veröffentlicht.
DDR-Fahrer konnten weder in den Einzelentscheidungen noch im Mannschafts-Zeitfahren teilnehmen, da ihnen wie bereits im Vorjahr vom Allied Travel Office der westlichen Besatzungsmächte die Visa verweigert worden waren. Das Mannschafts-Zeitfahren über 97,9 Kilometer gewann die Mannschaft Frankreichs, die 1.21 Minuten schneller als die zweitplatzierten Italiener gefahren waren.

## Ergebnisse
| Platz | Athlet            | Land | Zeit           |
| ----- | ----------------- | ---- | -------------- |
| 1     | Benoni Beheyt     | BEL  | 7:25:26 h      |
| 2     | Rik Van Looy      | BEL  | gl. Zeit       |
| 3     | Jo de Haan        | NED  | gl. Zeit       |
| 4     | André Darrigade   | FRA  | alle 7:25:26 h |
| 5     | Raymond Poulidor  | FRA  | alle 7:25:26 h |
| 6     | Gilbert Desmet I  | BEL  | alle 7:25:26 h |
| 7     | Jan Janssen       | NED  | alle 7:25:26 h |
| 8     | Franco Cribiori   | ITA  | alle 7:25:26 h |
| 9     | Jean Stablinski   | FRA  | alle 7:25:26 h |
| 10    | Sigi Renz         | GER  | alle 7:25:26 h |
| 11    | Piet Damen        | NED  | alle 7:25:26 h |
| 12    | Louis Proost      | BEL  | alle 7:25:26 h |
| 13    | Michael Wright    | GBR  | alle 7:25:26 h |
| 14    | Jacques Anquetil  | FRA  | alle 7:25:26 h |
| 15    | Robert Cazala     | FRA  | alle 7:25:26 h |
| 16    | Rolf Maurer       | SUI  | alle 7:25:26 h |
| 17    | Guy Ignolin       | FRA  | alle 7:25:26 h |
| 18    | Armand Desmet     | BEL  | alle 7:25:26 h |
| 19    | Peter Post        | NED  | alle 7:25:26 h |
| 20    | Italo Zilioli     | ITA  | alle 7:25:26 h |
| 0 …   |                   |      |                |
| 22    | Hennes Junkermann | GER  | 7:25:26 h      |
| 27    | Dieter Puschel    | GER  | gl. Zeit       |
| 30    | Horst Oldenburg   | GER  | + 4:22 min     |
| 31    | Klaus Bugdahl     | GER  | + 4:22 min     |
| 0 …   |                   |      |                |
| 36    | Francisco Sune    | ESP  | + 5:14 min     |

| Platz | Athlet             | Land | Zeit           |
| ----- | ------------------ | ---- | -------------- |
| 1     | Flaviano Vicentini | ITA  | 5:10:20 h      |
| 2     | Francis Bazire     | FRA  | gl. Zeit       |
| 3     | Winfried Bölke     | GER  | gl. Zeit       |
| 4     | Jos Huysmans       | BEL  | alle 5:10:20 h |
| 5     | Gerben Karstens    | NED  | alle 5:10:20 h |
| 6     | Henk Cornelisse    | NED  | alle 5:10:20 h |
| 7     | Paul Lemeteyer     | FRA  | alle 5:10:20 h |
| 8     | Roger Swerts       | BEL  | alle 5:10:20 h |
| 9     | Julien Stevens     | BEL  | alle 5:10:20 h |
| 10    | Camiel Vyncke      | BEL  | alle 5:10:20 h |
| 0 …   |                    |      |                |

| Platz | Athlet              | Land |                |
| ----- | ------------------- | ---- | -------------- |
| 1     | Yvonne Reynders     | BEL  | 2:03:18 h      |
| 2     | Rosa Sels           | BEL  | gl. Zeit       |
| 3     | Aino Puronen        | URS  | gl. Zeit       |
| 4     | Simone Ellegeest    | BEL  | alle 2:03:18 h |
| 5     | Patricia Pepper     | GBR  | alle 2:03:18 h |
| 6     | Ann Illingworth     | GBR  | alle 2:03:18 h |
| 7     | Nina Briks          | URS  | alle 2:03:18 h |
| 8     | Valentina Kirilova  | URS  | alle 2:03:18 h |
| 9     | Elsy Jacobs         | LUX  | alle 2:03:18 h |
| 10    | Marie-Rose Gaillard | BEL  | alle 2:03:18 h |
| 0 …   |                     |      |                |

| Platz | Land                                                                               | Zeit (h) | km/h  |
| ----- | ---------------------------------------------------------------------------------- | -------- | ----- |
| 1     | Frankreich Michel Béchet/Dominique Motte/ Marcel-Ernest Bidault/Georges Chappe     | 2:05:45  | 47,23 |
| 2     | Italien Mario Maino/Pasquale Fabbri/ Danilo Grassi/Dino Zandegù                    | 2:06:22  | 46,44 |
| 3     | Sowjetunion Wiktor Kapitonow/ Gainan Saidchushin/ Juri Melichow/Anatoli Olisarenko | 2:06:23  | 46,53 |
| 4     | Dänemark                                                                           | 2:07:49  | 46,00 |
| 5     | Polen                                                                              | 2:08:04  | 45,94 |
| 6     | Schweden                                                                           | 2:08:13  | 45,91 |
| 7     | Niederlande                                                                        | 2:08:15  | 45,91 |
| 8     | Ungarn                                                                             | 2:08:37  | 45,82 |
| 9     | Schweiz                                                                            | 2:09:02  | 45,53 |
| 10    | Jugoslawien                                                                        | 2:10:38  | 44,98 |